# Detektor gazowy
Detektor gazowy – detektor cząstek naładowanych, w którym materiałem roboczym jest gaz. Cząstka naładowana przechodząc przez gaz jonizuje go – odrywa elektrony od atomów. Elektrony następnie docierają do anody, co powoduje wytworzenie sygnału elektrycznego rejestrowanego w elektronicznym systemie detekcji. Większość detektorów gazowych wykorzystuje mechanizm wzmocnienia gazowego – powielenia pierwotnych elektronów w silnym polu elektrycznym.
Istnieje wiele typów detektorów gazowych, umożliwiających pomiar wielu własności cząstek: całkowitego strumienia, toru lotu, strat energii w gazie. Detektor mierzący tor lotu umieszczony w polu magnetycznym pozwala na pomiar pędu.
Detektory gazowe charakteryzuje stosunkowo niewielka gęstość, dzięki czemu w małym stopniu zaburzają tor lotu cząstek.

## Typy detektorów gazowych
- Najprostszym detektorem gazowym jest komora jonizacyjna. Całkowity ładunek wytworzony przez cząstkę pierwotną dociera do anody i jest rejestrowany jako sygnał elektryczny. Ponieważ zazwyczaj ładunek ten jest bardzo mały, komory jonizacyjne nie nadają się do rejestracji pojedynczych cząstek, a są stosowane do wykrywania dużych strumieni cząstek.

- Kolejnym detektorem jest licznik proporcjonalny. Anodę stanowi w nim cienki (typowo kilka-kilkadziesiąt μm średnicy) drut. Pole elektryczne wokół drutu jest bardzo silne. Elektrony zbliżając się do drutu zyskują energię umożliwiającą jonizację kolejnych atomów. Proces jest lawinowy i powoduje wzmocnienie sygnału o czynnik 102-104, w zależności od przyłożonego napięcia. Proces ten nazywa się wzmocnieniem gazowym. Odczytywany jest sygnał bezpośrednio z drutu anody lub impuls indukowany na katodzie. Wielkość rejestrowanego impulsu jest proporcjonalna do wielkości pierwotnego ładunku – stąd nazwa. Dzięki wzmocnieniu gazowemu licznik pozwala na rejestrację pojedynczych cząstek.

- Licznik Geigera jest zbudowany podobnie do licznika proporcjonalnego. Jednak napięcie na drucie anodowym jest w nim wyższe, tak, że każda cząstka powoduje wyładowanie elektryczne między anodą a katodą. Tracona jest informacja o ilości ładunku pierwotnego, dłuższy jest też czas martwy, jednak wydajność zliczania cząstek jest większa.

- Komora dryfowa jest zbudowana podobnie do licznika proporcjonalnego. Detektor ma jednak większy rozmiar (zazwyczaj jest wydłużony w dwie strony, prostopadle do drutu). Gdy cząstka jonizuje gaz w pewnej odległości od drutu, mija pewien czas, zanim elektrony z jonizacji dotrą do anody. Znając prędkość dryfu elektronów w danej mieszance gazowej i przy danym polu elektrycznym można obliczyć odległość toru lotu cząstki od anody. Komora dryfowa wymaga dodatkowego detektora (np. licznika scyntylacyjnego) określającego dokładny czas przelotu cząstki.

- Wielodrutowa komora proporcjonalna (MWPC) to detektor stworzony przez Georges'a Charpaka. Na dużej powierzchni (lub objętości) rozpiętych jest wiele drutów anodowych i katodowych. Odpowiednia geometria detektora pozwala śledzić tor ruchu cząstek w dwóch (lub trzech) wymiarach.

- Komora projekcji czasowej (TPC) to detektor którego większą część objętości zajmuje obszar umieszczony w jednorodnym polu elektrycznym. Elektrony z jonizacji dryfują w tym polu w kierunku dwuwymiarowych MWPC. Wzmocnienie gazowe indukuje impuls na padach umieszczonych koło drutów MWPC. Dzięki wykorzystaniu mechanizmu dryfu elektronów, TPC umożliwia pomiar toru lotu cząstek w trzech wymiarach. Komory TPC osiągają rozmiary do kilkudziesięciu metrów sześciennych.

- GEM to detektor gazowy, w którym anoda i katoda są przewodzącymi płytami oddzielonymi płytą nieprzewodzącą. W płytach tych są małe dziurki, w których następuje bardzo silne wzmocnienie gazowe. Kilka detektorów GEM można umieścić jeden za drugim, zwielokrotniając wzmocnienie. GEM może być użyty jako samodzielny detektor, może też np. zastąpić MWPC w TPC.

## Podstawy działania
Działanie detektorów gazowych jest uzależnione od dwóch lub trzech mechanizmów: pierwotnej jonizacji, dryfu elektronów i wzmocnienia gazowego. Wymaga to doboru odpowiednich warunków pracy: pola dryfu, średnicy drutów odczytowych, napięcia na nich i mieszanki gazowej. Najczęściej bazę gazu roboczego stanowi gaz szlachetny (typowo neon, argon, ksenon), który nie wchodzi w reakcję z drutami odczytowymi, co mogłoby spowodować szybkie zużycie się detektora. Zazwyczaj stosuje się też domieszkę gazu wieloatomowego (np. metan, dwutlenek węgla), który może łatwo zaabsorbować fotony wytwarzane w procesie wzmocnienia gazowego, stabilizując ten proces. Niepożądana jest obecność gazów elektroujemnych, np. tlenu, które mogą pochłonąć dryfujące elektrony, zanim te dotrą do drutów odczytowych.
Prędkość dryfu zależna jest od napięcia dryfu i składu mieszanki gazowej, a także temperatury i ciśnienia. Brak jednak prostej zależności. W każdym przypadku wymaga to sprawdzenia własności danej mieszanki w literaturze, lub wykonania pomiaru.